# Klinisk farmaci

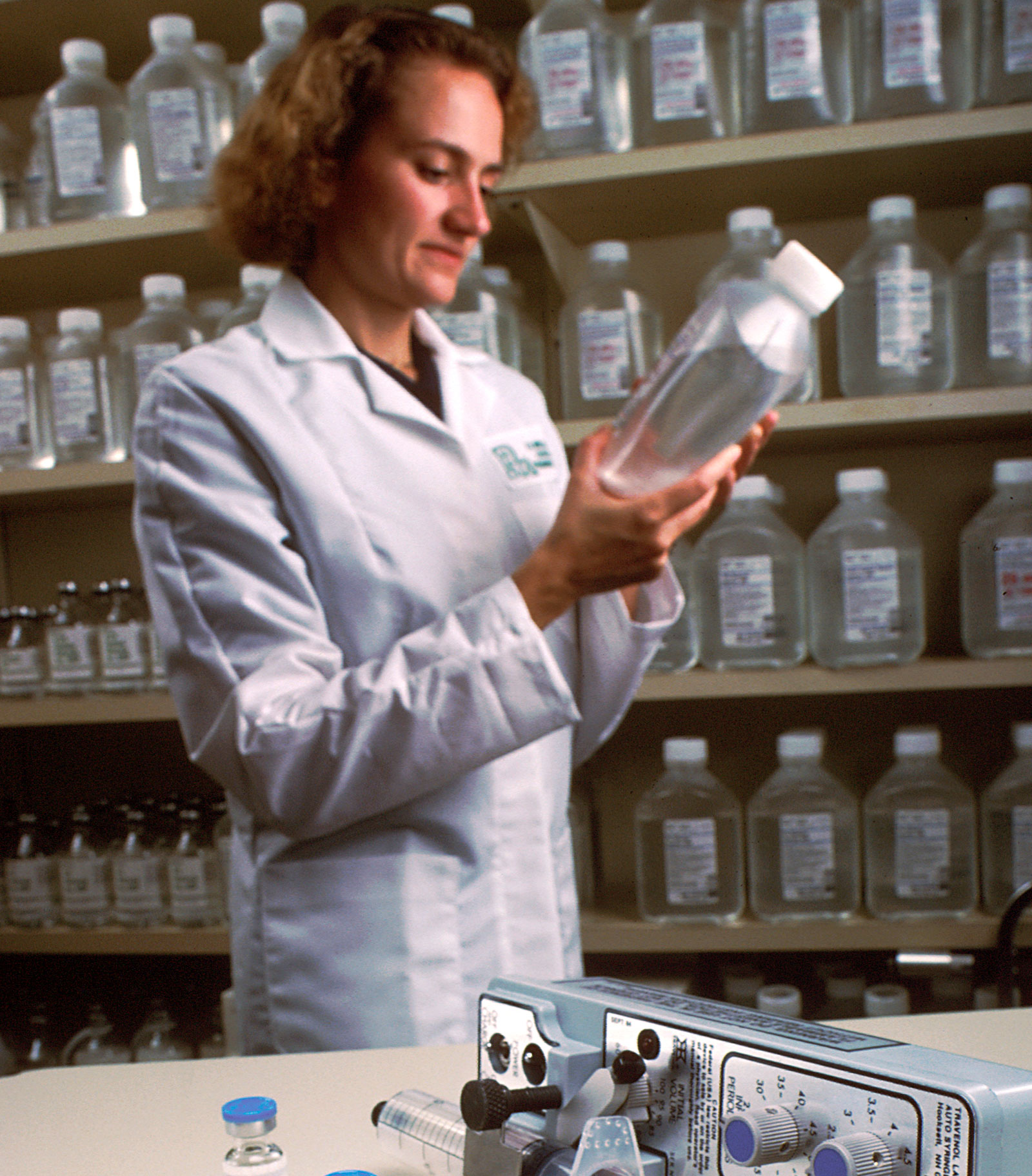
En sjukhusfarmaceut kontrollerar en flytande lösning.

Klinisk farmaci är den del av farmaci där kliniska farmaceuter tillhandahåller direkt patientvård som optimerar användningen av läkemedel och främjar hälsa, välbefinnande och förebyggande av sjukdomar. Kliniska farmaceuter tar hand om patienter inom flera hälso- och sjukvårdsenheter men den kliniska apoteksrörelsen började till en början på sjukhus och kliniker. Kliniska farmaceuter arbetar ofta i samarbete med läkare, läkarassistenter, sjuksköterskor och annan vårdpersonal. Kliniska farmaceuter kan ingå ett formellt samarbetsavtal med en annan vårdgivare, vanligtvis en eller flera läkare, som tillåter farmaceuter att ordinera mediciner och beställa laboratorietester.
Kliniska farmaceuter interagerar direkt med patienter på flera olika sätt. De använder sin kunskap om läkemedel (inklusive dosering, läkemedelsinteraktioner, biverkningar, kostnader, effektivitet, etc.) för att avgöra om en behandlingsplan inkluderat läkemedel är lämplig för deras patient. Om det inte är det, kommer farmaceuten att rådfråga primärläkaren för att säkerställa att patienten har rätt läkemedel för behandlingen. Farmaceuter arbetar också med att utbilda sina patienter om vikten av att ta och avsluta sina läkemedel. Studier som utförts av farmaceutledd behandling av kroniska sjukdomar visar att det var förknippat med effekter som liknar vanlig vård och kan leda till att uppsatta fysiologiska mål nås.